# Kingfisher Airlines
Kingfisher Airlines el. Kingfisher Airlines Limited er et indisk luftfartsselskab med hovedkvarter i Bangalore, Indien. Det tilhører gruppen af større luftfartsselskaber i Indien med et rutenet, der forbinder 34 destinationer. Der er planer om udvidelser til yderligere regionale destinationer samt udvidelse med langdistanceflyvninger. Kingfisher Airlines har sin basis i Bangalore International Airport, Bangalore, Chhatrapati Shivaji International Airport, Mumbai og Indira Gandhi International Airport, Delhi, med en hub i Sardar Vallabhbhai Patel International Airport, Ahmedabad. Kingfisher Airlines ejer – gennem UB Holdings Ltd, et af sine holding selskaber – 26% af aktierne i lavprisselskabet Air Deccan, hvortil kommer optioner til at kunne erhverve yderligere 20%.
Kingfisher Airlines blev grundlagt i 2004 og startede flyvninger den 9. maj 2005 efter at have lejet fire Airbus A320. Skønt Kingfisher Airlines pr. juli 2007 fortsat kun opererer på indiske indenrigsruter, har selskabet tilkendegivet, at de planlægger at åbne flyvninger til USA med den nye Airbus A380. Luftfartsselsbaet ejes af den indiske koncern United Beverages Group (UB Group), der ledes af Vijay Mallya (der også ejer den populære indiske øl Kingfisher).

## Eksterne links
- Wikimedia Commons har flere filer relateret til Kingfisher Airlines
- Kingfisher Airlines – officiel website Arkiveret 10. december 2006 hos  Wayback Machine

| Luftfart | Spire Denne artikel om flyvning er en spire som bør udbygges. Du er velkommen til at hjælpe Wikipedia ved at udvide den. |